# Beuvillers (Meurthe i Mozela)

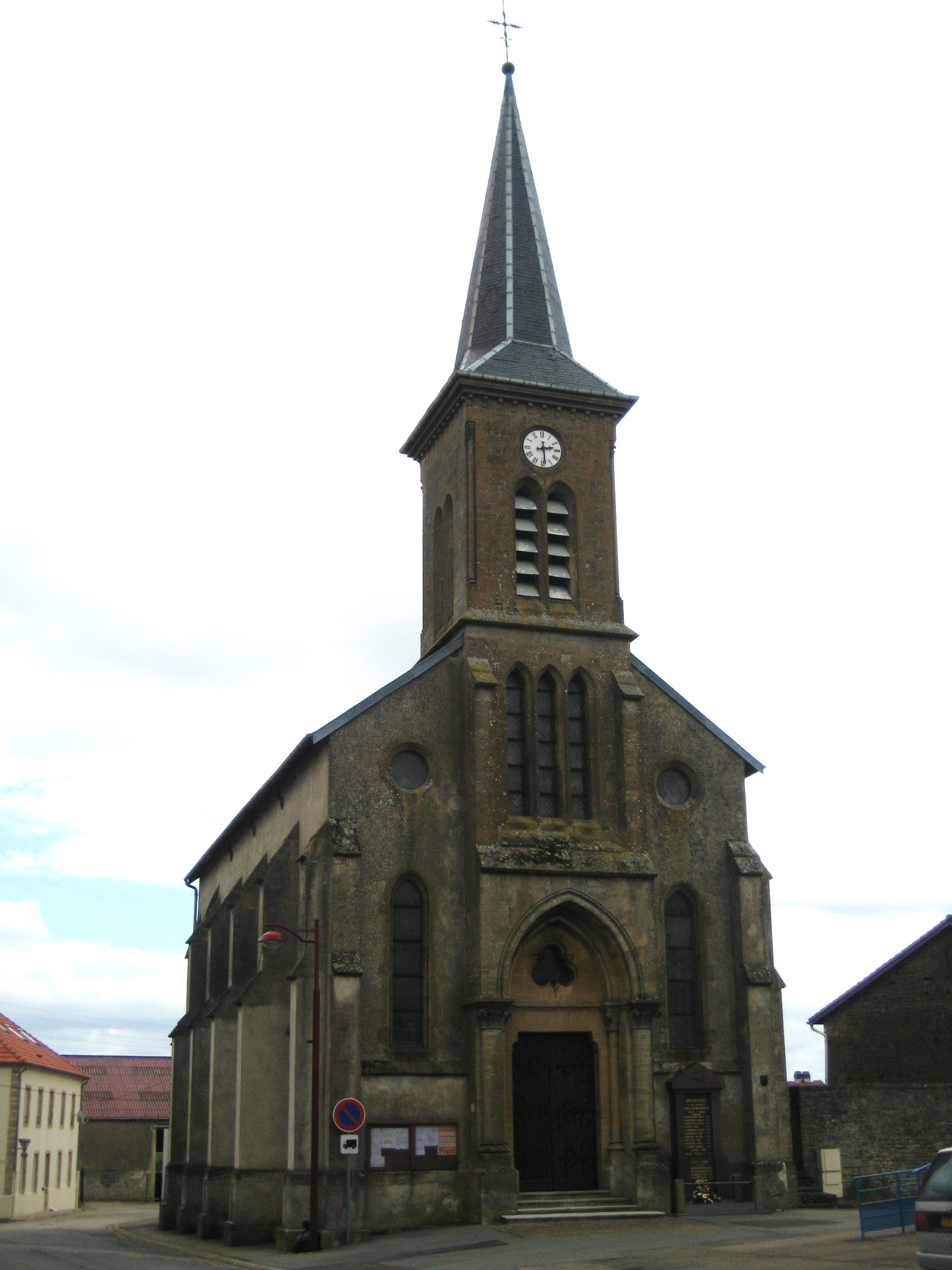
Kościół Wniebowzięcia NMP (2009)

Beuvillers – miejscowość i gmina we Francji, w regionie Grand Est, w departamencie Meurthe i Mozela.
Według danych na rok 1990 gminę zamieszkiwały 282 osoby, a gęstość zaludnienia wynosiła 47 osób/km² (wśród 2335 gmin Lotaryngii Beuvillers plasuje się na 767. miejscu pod względem liczby ludności, natomiast pod względem powierzchni na miejscu 923.).

## Populacja

Populacja Beuvillers w latach 1962–2008